# Dekanat Krapkowice
Dekanat Krapkowice – jeden z 36 dekanatów w rzymskokatolickiej diecezji opolskiej.
W skład dekanatu wchodzi 13 parafii:
- parafia Wszystkich Świętych → Brożec
- parafia św. Jana Chrzciciela → Dobra
- parafia Nawiedzenia Najświętszej Maryi Panny → Komorniki
- parafia Ducha Świętego → Krapkowice
- parafia św. Mikołaja → Krapkowice
- parafia Wniebowzięcia Najświętszej Maryi Panny → Krapkowice
- parafia świętej Trójcy → Kujawy
- parafia św. Jana Chrzciciela → Obrowiec
- parafia św. Michała Archanioła → Pisarzowice
- parafia św. Marii Magdaleny → Racławiczki
- parafia św. Apostołów Piotra i Pawła → Steblów
- parafia św. Marcina Biskupa → Strzeleczki
- parafia św. Floriana → Żywocice